# Súlyemelés az 1964. évi nyári olimpiai játékokon
Az 1964. évi nyári olimpiai játékokon a súlyemelésben hét súlycsoportban avattak olimpiai bajnokot. A versenyzőknek három fogásnemben – nyomás, szakítás és lökés – kellett gyakorlatot bemutatniuk. Csak összetettben adtak ki érmet, a végső sorrendet az egyes gyakorlatok összesített eredményei adták.

## Éremtáblázat
A táblázatokban a rendező nemzet csapata eltérő háttérszínnel, az egyes számoszlopok legmagasabb értéke vagy értékei vastagítással kiemelve.
| Az 1964. évi nyári olimpiai játékok éremtáblázata súlyemelésben | Az 1964. évi nyári olimpiai játékok éremtáblázata súlyemelésben | Az 1964. évi nyári olimpiai játékok éremtáblázata súlyemelésben | Az 1964. évi nyári olimpiai játékok éremtáblázata súlyemelésben | Az 1964. évi nyári olimpiai játékok éremtáblázata súlyemelésben | Olimpia  |
| --------------------------------------------------------------- | --------------------------------------------------------------- | --------------------------------------------------------------- | --------------------------------------------------------------- | --------------------------------------------------------------- | -------- |
|                                                                 | Ország                                                          | Arany                                                           | Ezüst                                                           | Bronz                                                           | Összesen |
| 1.                                                              | Szovjetunió (URS)                                               | 4                                                               | 3                                                               | 0                                                               | 7        |
| 2.                                                              | Japán (JPN)                                                     | 1                                                               | 0                                                               | 2                                                               | 3        |
| 3.                                                              | Lengyelország (POL)                                             | 1                                                               | 0                                                               | 3                                                               | 4        |
| 4.                                                              | Csehszlovákia (TCH)                                             | 1                                                               | 0                                                               | 0                                                               | 1        |
|                                                                 |                                                                 |                                                                 |                                                                 |                                                                 |          |
| 5.                                                              | Magyarország (HUN)                                              | 0                                                               | 2                                                               | 1                                                               | 3        |
| 6.                                                              | Egyesült Államok (USA)                                          | 0                                                               | 1                                                               | 1                                                               | 2        |
| 7.                                                              | Nagy-Britannia (GBR)                                            | 0                                                               | 1                                                               | 0                                                               | 1        |
|                                                                 |                                                                 |                                                                 |                                                                 |                                                                 |          |
| Összesen                                                        | Összesen                                                        | 7                                                               | 7                                                               | 7                                                               | 21       |

## Érmesek
| Az 1964. évi nyári olimpiai játékok érmesei súlyemelésben |                                                                           |                                                                       |                                                                            |
| Versenyszám                                               | Arany                                                                     | Ezüst                                                                 | Bronz                                                                      |
| légsúly (56 kg-ig)                                        | Alekszej Vahonyin · Szovjetunió (URS) · (110,0+105,0+142,5=357,5 kg)      | Földi Imre · Magyarország (HUN) · (115,0+102,5+137,5=355,0 kg)        | Icsinoszeki Siró · Japán (JPN) · (100,0+110,0+137,5=347,5 kg)              |
| pehelysúly (60 kg-ig)                                     | Mijake Josinobu · Japán (JPN) · (122,5+122,5+152,5=397,5 kg)              | Isaac Berger · Egyesült Államok (USA) · (122,5+107,5+152,5=382,5 kg)  | Mieczysław Nowak · Lengyelország (POL) · (112,5+115,0+150,0=377,5 kg)      |
| könnyűsúly (67,5 kg-ig)                                   | Waldemar Baszanowski · Lengyelország (POL) · (132,5+135,0+165,0=432,5 kg) | Vlagyimir Kaplunov · Szovjetunió (URS) · (140,0+127,5+165,0=432,5 kg) | Marian Zieliński · Lengyelország (POL) · (140,0+120,0+160,0=420,0 kg)      |
| váltósúly (75 kg-ig)                                      | Hans Zdražila · Csehszlovákia (TCH) · (130,0+137,5+177,5=445,0 kg)        | Viktor Kurencov · Szovjetunió (URS) · (135,0+130,0+175,0=440,0 kg)    | Óucsi Maszasi · Japán (JPN) · (140,0+135,0+162,5=437,5 kg)                 |
| középsúly (82,5 kg-ig)                                    | Rudolf Pljukfelgyer · Szovjetunió (URS) · (150,0+142,5+182,5=475,0 kg)    | Tóth Géza · Magyarország (HUN) · (145,0+137,5+185,0=467,5 kg)         | Veres Győző · Magyarország (HUN) · (155,0+135,0+177,5=467,5 kg)            |
| félnehézsúly (90 kg-ig)                                   | Vlagyimir Golovanov · Szovjetunió (URS) · (165,0+142,5+180,0=487,5 kg)    | Louis Martin · Nagy-Britannia (GBR) · (155,0+140,0+180,0=475,0 kg)    | Ireneusz Paliński · Lengyelország (POL) · (150,0+135,0+182,5=467,5 kg)     |
| nehézsúly (90 kg-tól)                                     | Leonyid Zsabotyinszkij · Szovjetunió (URS) · (187,5+167,5+217,5=572,5 kg) | Jurij Vlaszov · Szovjetunió (URS) · (197,5+162,5+210,0=570,0 kg)      | Norbert Schemansky · Egyesült Államok (USA) · (180,0+165,0+192,5=537,5 kg) |

## Magyar részvétel
Az olimpián hét súlyemelő képviselte Magyarországot, akik összesen 
- két második,
- egy harmadik,
- egy ötödik és
- egy hatodik

helyezést értek el, és ezzel tizenhét olimpiai pontot szereztek. Ez nyolc ponttal több, mint az előző, 1960. évi római olimpián elért eredmény. Az egyes súlycsoportokban a következő magyar súlyemelők indultak: (a sportoló neve után zárójelben az elért helyezés)
| Magyar súlyemelők az 1964. évi nyári olimpiai játékokon |                                                    |
| Súlycsoport                                             | Magyar súlyemelő                                   |
| harmatsúly (56 kg-ig)                                   | Földi Imre (2.) (115,0+102,5+137,5=355,0 kg)       |
| harmatsúly (56 kg-ig)                                   | Nagy Róbert (9.) (100,0+105,0+125,0=330,0 kg)      |
| pehelysúly (60 kg-ig)                                   | nem indult magyar súlyemelő                        |
| könnyűsúly (67,5 kg-ig)                                 | nem indult magyar súlyemelő                        |
| váltósúly (75 kg-ig)                                    | Huszka Mihály (6.) (135,0+125,0+160,0=420,0 kg)    |
| középsúly (82,5 kg-ig)                                  | Tóth Géza (2.) (145,0+137,5+185,0=467,5 kg)        |
| középsúly (82,5 kg-ig)                                  | Veres Győző (3.) (155,0+135,0+177,5=467,5 kg)      |
| félnehézsúly (90 kg-ig)                                 | Nemessányi Árpád (6.) (140,0+142,5+177,5=460,0 kg) |
| nehézsúly (90 kg-tól)                                   | Ecser Károly (5.) (175,0+147,5+185,0=507,5 kg)     |